# Monte Russell (Alaska)
El monte Russell es uno de los principales picos de la cordillera central de Alaska, aproximadamente a 56 kilómetros al suroeste del monte Denali.

## Características
Aunque mucho más bajo que el Denali o su vecino el Monte Foraker, el monte Russell es un pico escarpado e impresionante, y un importante desafío montañero por derecho propio. Su cumbre se eleva 2000 m sobre el glaciar Chedotlothna al noroeste en solo 3 km, y casi 3048 m sobre el más bajo glaciar Yentna, en solo 13 km.
El monte Russell es el punto más alto de la cuenca del río Kuskokwim.
El primer ascenso al monte Russell fue el 28 de mayo de 1962 por un grupo liderado por Hellmut Raithel. El grupo de la cumbre estaba formado por Klaus Ekkerlein, Robert Goodwin y Peter Hennig. Ascendieron la Cara Oeste desde el glaciar Chedotlothna. La segunda ascensión fue en julio de 1972, por Thomas Kensler, Peter Brown, John Hauck, Dick Jablonowski y Dan Osborne. Ese ascenso se realizó por la ruta ahora estándar de la Cumbrera Norte, desde la cuenca alta del alto glaciar Yentna hasta el noreste de la cima. Esta ruta está clasificada como Alaska Grado 2+, y se hace mucho más corta por la viabilidad de aterrizar a unos 8.000 pies en la cuenca, justo fuera de la parte salvaje del parque.
Eclipsado como está por sus vecinos más altos, el monte Russell había visto solo seis ascensos registrados en 2001. Sin embargo, se encuentran disponibles escaladas guiadas del pico.